# ویتولد پیرکوش
ویتولد پیرکوش (لهستانی: Witold Pyrkosz؛ ‏ ۲۴ دسامبر ۱۹۲۶ – ۲۲ آوریل ۲۰۱۷) بازیگر و صداپیشه اهل لهستان بود.
از فیلم‌ها یا مجموعه‌های تلویزیونی که وی در آن‌ها نقش داشته است، می‌توان به پنج، وابانک، کینگ‌سایز، به‌دور از جاده، یانوشیک، کوپرنیک، ترانه عاشقانه‌ای برای یانوشِک، کرانه‌ای دیگر، خیابان فرعی ۴، قماری بالاتر از زندگی، چهار تانکچی و یک سگ، حوزه استحفاظی ۱۳، ع چون عشق، یک فاجعه و آنگاه سکوت فرا خواهد رسید اشاره نمود.
وی همچنین برندهٔ جوایزی همچون گلوریا آرتیس شده‌است.